# جیما میز

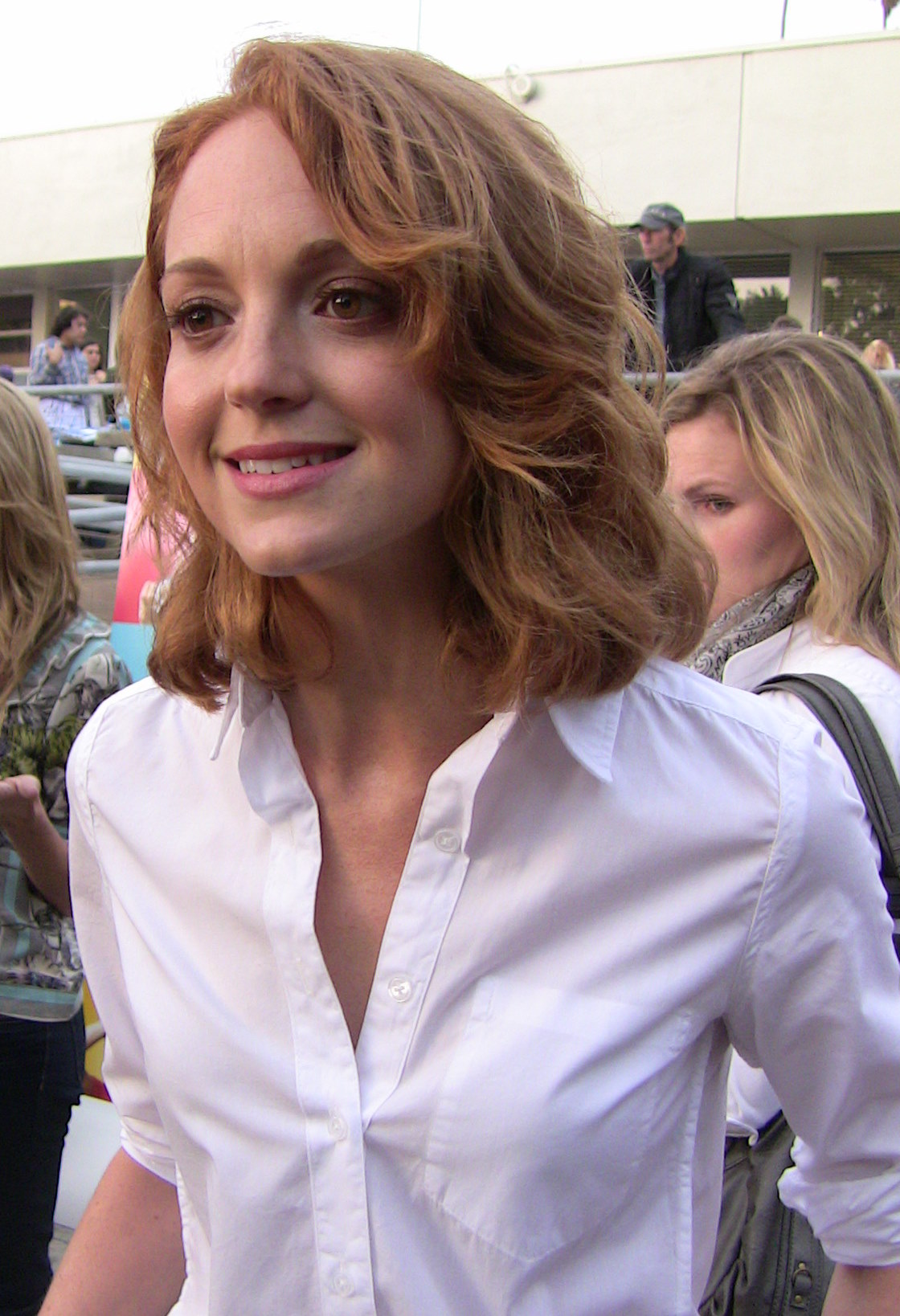
میز در سال ۲۰۰۹

جامیا سوزت «جیما» میز (انگلیسی: Jamia Suzette "Jayma" Mays؛ زادهٔ ۱۶ ژوئیهٔ ۱۹۷۹) خواننده و هنرپیشه اهل ایالات متحده آمریکا است. وی از سال ۲۰۰۴ میلادی تاکنون مشغول فعالیت بوده‌است.

## بخشی از فیلم‌شناسی

### سینمایی
- دوستیابی ناشناس (۲۰۰۶)
- پرچم‌های پدران ما (۲۰۰۶)
- اسمورف‌ها (۲۰۱۱)
- اسمورف‌ها ۲ (۲۰۱۳)
- آخرین تعطیلات آخر هفته (۲۰۱۴)
- لری گی (۲۰۱۵)
- ساخت آمریکا (۲۰۱۷)

### تلویزیونی
- شش فوت زیر زمین (۲۰۰۵)
- آشنایی با مادر (۲۰۱۳ , ۲۰۰۵)
- دکتر هاوس (۲۰۰۶)
- دارودسته (۲۰۰۶)
- قهرمان‌ها (۲۰۰۶–۲۰۱۰)
- بتی بی‌ریخته (۲۰۰۷–۲۰۰۸)
- گلی (۲۰۰۹–۲۰۱۵)